# كريستوف نيميث
كريستوف نيميث (بالمجرية: Németh Kristóf)‏ هو منافس ألعاب قوى مجري، ولد في 17 سبتمبر 1987 في زومباثلي في المجر.

## وصلات خارجية
- كريستوف نيميث على موقع الاتحاد الدولي لألعاب القوى (الإنجليزية)